# La Gazette (Thiers)
Pour les articles homonymes, voir La Gazette.
La Gazette de Thiers et d'Ambert est un journal hebdomadaire de la presse écrite française, dont le siège se trouve à Thiers dans le Puy-de-Dôme et qui appartient au Groupe Centre France.

## Diffusion
En 2020, le journal est diffusé à 2 922 exemplaires en moyenne chaque semaine.
Il paraît tous les jeudis. Le journal est diffusé en grande partie dans la région thiernoise mais aussi dans la région ambertoise et à l'étranger.
|      | Moyenne par mois |
| ---- | ---------------- |
| 2013 | 4 349 ex         |
| 2014 | 4 375 ex         |
| 2015 | 4 181 ex         |
| 2016 | 3 811 ex         |
| 2017 | 3 599 ex         |
| 2018 | 3 300 ex         |
| 2020 | 2 922 ex         |